# Riom-ès-Montagnes
Riom-ès-Montagnes is een gemeente in het Franse departement Cantal (regio Auvergne-Rhône-Alpes). De gemeente telde 2.403 inwoners op 1 januari 2022. De plaats maakt deel uit van het arrondissement Mauriac.
De landbouw en met name de veehouderij is belangrijk in de gemeente. Er worden kazen gemaakt: Cantal en Bleu d'Auvergne. Van die laatste kaas is Riom-ès-Montagnes de voornaamste productiesite.

## Geschiedenis
In de Gallo-Romeinse tijd lag hier een kleine vicus, een regionale marktplaats bij een natuurlijke oversteekplaats over de Véronne.
Het middeleeuwse Riom ontstond bij een kasteel van het huis La Tour d'Auvergne en bij een priorij die afhing van de Abdij van La Vassin in Saint-Donat. Het kasteel van Riom was al een ruïne aan het einde van de 14e eeuw. De kerk Saint-Georges was versterkt en huisvestte tijdens de Hugenotenoorlogen in de 16e eeuw een garnizoen van 150 man.
In 1908 werd het spoorwegstation op de lijn Bort - Neussargues geopend. Dit gaf een economische impuls aan de gemeente.

## Geografie
De oppervlakte van Riom-ès-Montagnes bedroeg op 1 januari 2022 46,48 vierkante kilometer; de bevolkingsdichtheid was toen 51,7 inwoners per km².
De gemeente ligt in de vallei van de Véronne.
De onderstaande kaart toont de ligging van Riom-ès-Montagnes met de belangrijkste infrastructuur en aangrenzende gemeenten.

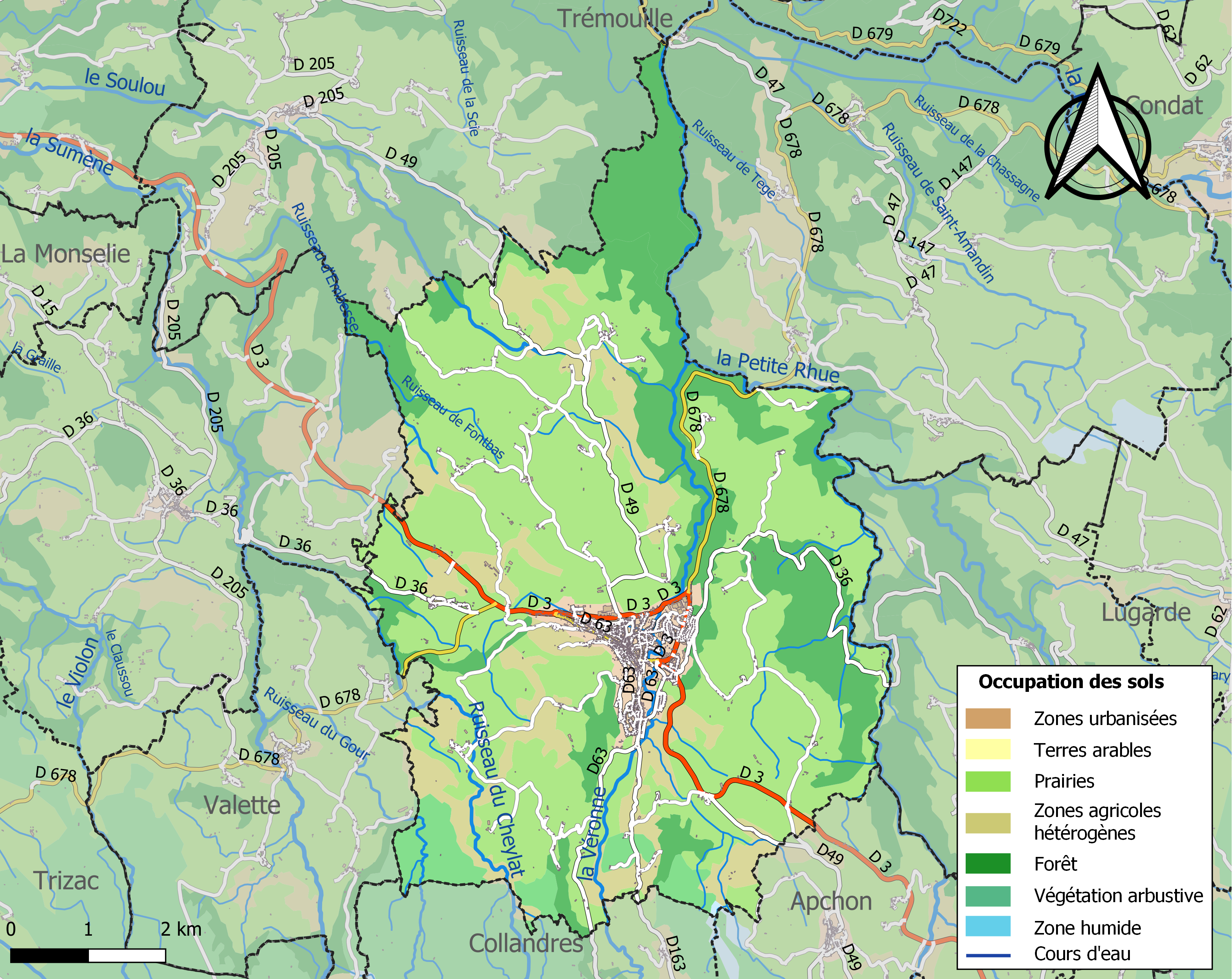

## Demografie
Onderstaande figuur toont het verloop van het inwonertal (bron: INSEE-tellingen).

Vanwege een beveiligingsprobleem met de MediaWiki Graph-software is het momenteel niet mogelijk deze grafiek weer te geven. Zodra de software is bijgewerkt zal de grafiek vanzelf weer zichtbaar worden.

## Geboren
- Fernand Brun (1867-1936), politicus